# Vooruzjon i otjen opasen
Vooruzjon i otjen opasen (russisk: Вооружён и очень опасен) er en sovjetisk spillefilm fra 1977 af Vladimir Vajnsjtok.

## Medvirkende
- Donatas Banionis som Gabriel Conroy
- Mircea Veroiu som Jack Gemlin
- Ljudmila Sentjina som Julie Prudhomme
- Maria Ploae som Dolores Damphy
- Leonid Bronevoj som Peter Damphy